# Grand Prix de Fourmies 1986
Il Grand Prix de Fourmies 1986, cinquantaquattresima edizione della corsa, si svolse il 14 settembre 1986 su un percorso di 226 km, con partenza e arrivo a Fourmies. Fu vinto dal belga Jef Lieckens della Lotto-Eddy Merckx davanti all'olandese Gert-Jan Theunisse e al belga Jean-Marie Wampers.

## Ordine d'arrivo (Top 10)
| Pos. | Corridore          | Squadra                     | Tempo    |
| ---- | ------------------ | --------------------------- | -------- |
| 1    | Jef Lieckens       | Lotto-Eddy Merckx           | 5h53'28" |
| 2    | Gert-Jan Theunisse | Panasonic                   |          |
| 3    | Jean-Marie Wampers | Hitachi-Marc-Splendor       |          |
| 4    | Willem Wijnant     | TeVe Blad-Eddy Merckx       |          |
| 5    | Rudy Rogiers       | Hitachi-Marc-Splendor       |          |
| 6    | Jean Habets        | Skala-Skil                  |          |
| 7    | Patrick Deneut     | Roland-Van De Ven           |          |
| 8    | Adrie van der Poel | Kwantum Hallen-Decosol-Yoko |          |
| 9    | Eric Vanderaerden  | Panasonic                   |          |
| 10   | Edwin Bafcop       | Fangio-Lois-Mavic           |          |